# ハヤシヒサカズムラサキシジミ
ハヤシヒサカズムラサキシジミ（学名：Arhopala hayashihisakazui）は、チョウ目（鱗翅目）アゲハチョウ上科シジミチョウ科に分類されるチョウの一種。フィリピン固有種。

## 分布
ルソン島北東部の山岳地帯に見られる。現在1匹のメスが得られているのみで、オスの発見が待たれる。形態の項目で述べるように、大型のシジミチョウなのに、今まで発見されなかったのが不思議である。フィリピン以外でよく似た種はcamdeo種群のアナルテムラサキシジミ(A. anarte)である。パラワン島以外のスンダランドを分布の中心にアッサムからタイ、ラオスにも産する大型種であるが、メスの翅表の色彩はグリーンがからない、翅裏の地色は灰色味を帯びない、斑紋に相違があるなどで別種とされる。

## 形態
前翅長は33.5ミリメートル。開張は60ミリメートルに及ぶ大型のシジミチョウで、翅表の淡青色部はグリーン色を帯びている。ムラサキシジミ属は多くの種を含む大属で、同定に悩まされることが多い。フィリピンに分布する種で本種に裏面の斑紋が似ている種にアンテルスムラサキシジミ(A. anthelus)があるが、斑紋のあらわれ方で容易に区別できる。また翅形が違うことでも区別できる。

## 生態
今のところ8月に発生していることしか知られていない。
種名の語源：東南アジアのシジミチョウ研究者　林寿一に因む。